# Rowes Run
Rowes Run es un lugar designado por el censo del condado de Fayette, Pensilvania, Estados Unidos. Según el censo de 2020, tiene una población de 517 habitantes.
En los Estados Unidos, un lugar designado por el censo (traducción literal de la frase en inglés census-designated place, CDP) es una concentración de población identificada por la Oficina del Censo exclusivamente para fines estadísticos.

## Geografía
Está ubicado en las coordenadas 40°0′32″N 79°49′4″O / 40.00889, -79.81778. Según la Oficina del Censo, tiene una superficie de 3.2 km², correspondientes en su totalidad a tierra firme.

## Demografía
Según el censo de 2020, hay 517 personas residiendo en la zona. La densidad de población es de 161.6 hab./km². El 93.04% de los habitantes eran blancos, el 1.55% eran afroamericanos, el 0.39% eran amerindios, el 0.19% era de otra raza y el 4.84% eran de una mezcla de razas. Del total de la población, el 0.58% eran hispanos o latinos de cualquier raza.